# Les belles fontaines

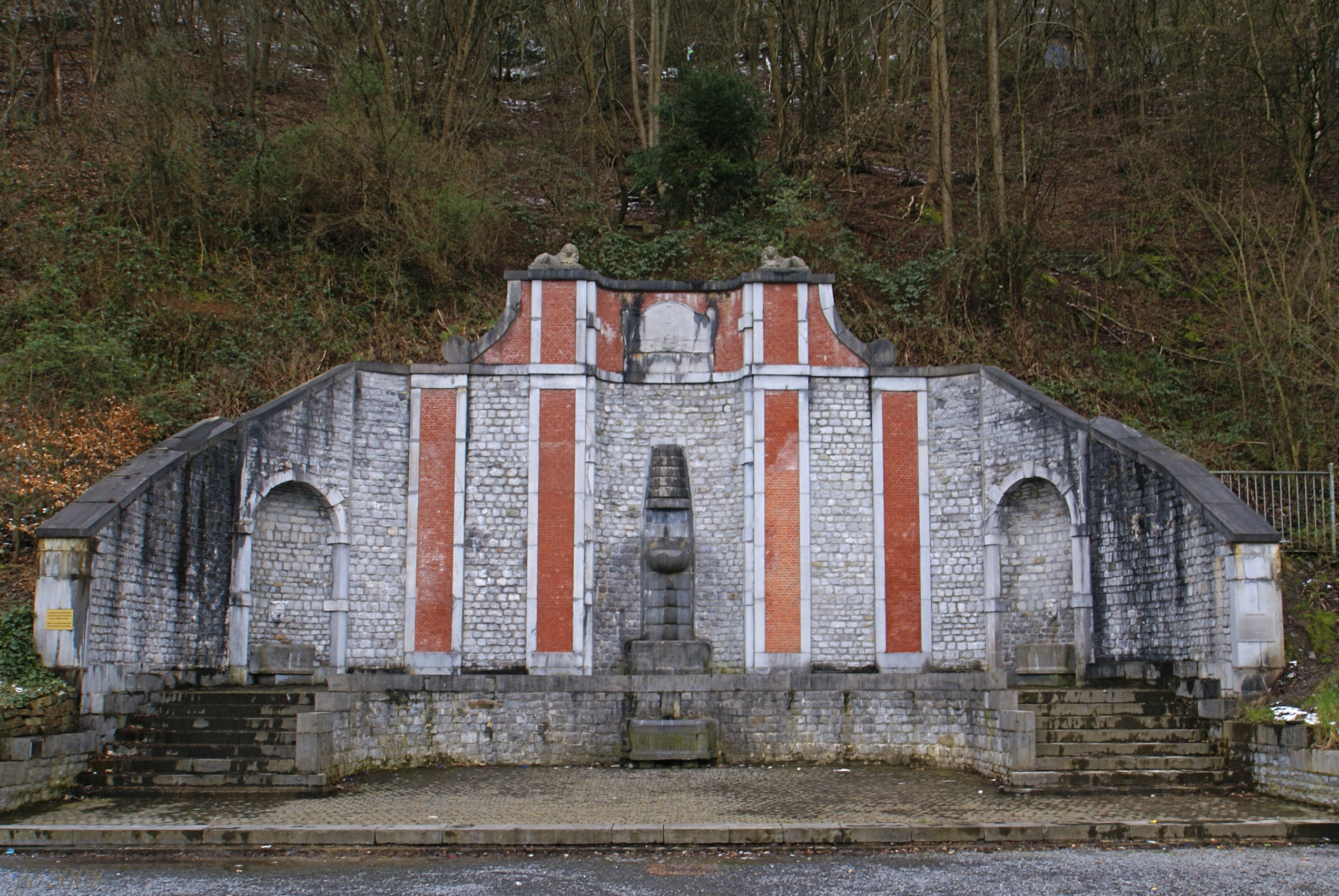
Les Belles Fontaines

Les belles fontaines és una font al lloc de la font Gadot que els burgmestres de Lieja van fer erigir al segle xviii per a ressaltar el seu poder al municipi balneari de Chaudfontaine.
Segons una inscripció (en francès) al monument, l'obra «s'ha començat el 1744 sobre la regència dels burgmestres De Raick i Dejoze i s'ha acabat el 1747 durant la magistratura dels senyors nobles i generosos baró de Rosen, senyor de Melen i Leonard de Hayne, intendent del mont de pietat de Lieja».

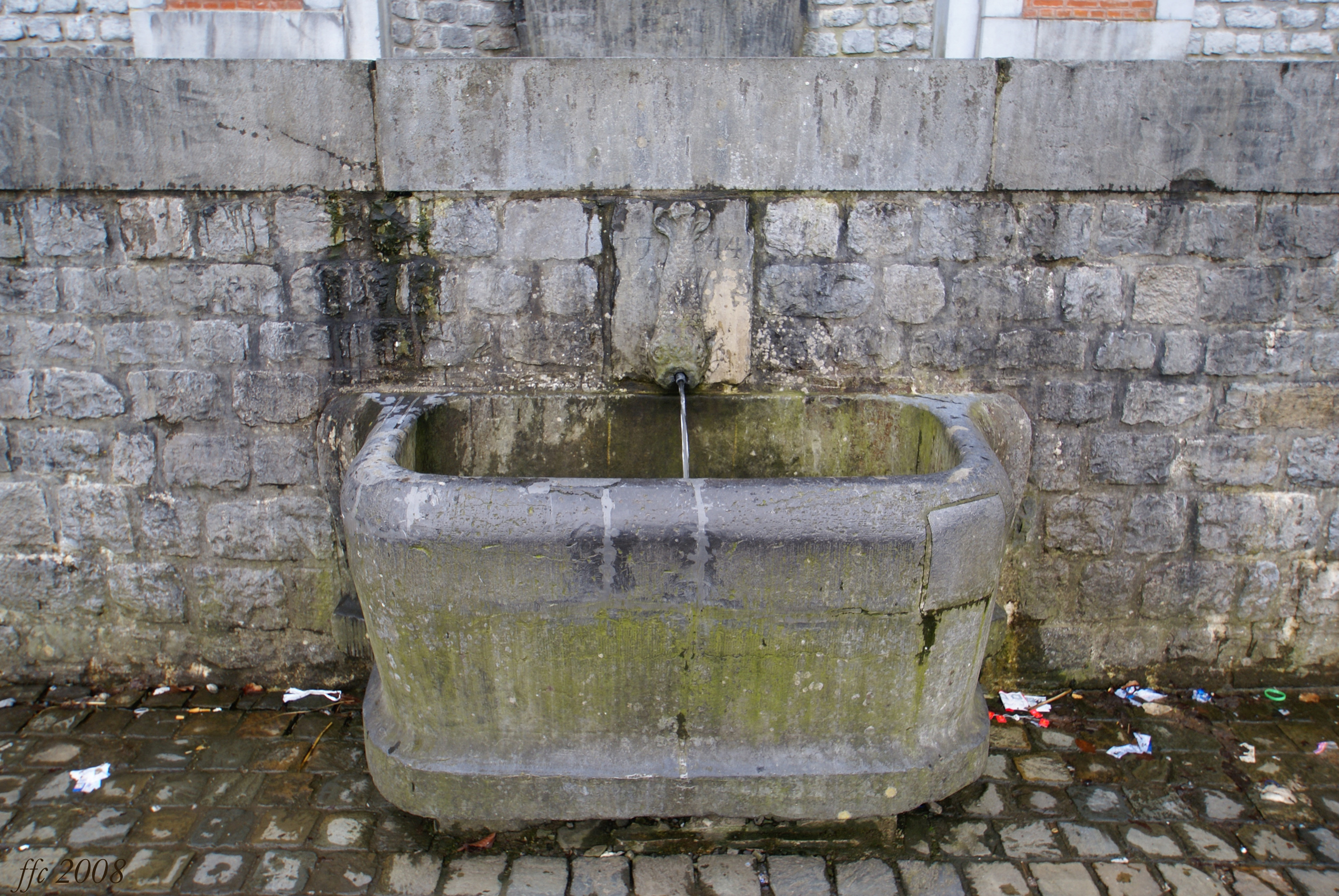
Detall: la conca central

L'aigua surt d'una boca d'un lleó a ambdós costats de la font i es col·lecta en una conca adornada d'un peix. El monument s'ha restaurat a l'inici del segle XXI però la font va perdre la seva funció original, ja que no es pot garantir que l'aigua sigui potable.
La font figurava al logotip i al segell de la lògia maçònica «La nymphe de Chaudfontaine», creada el 1749 per Lord Stanhope, diputat del Grand Orient d'Anglaterra i reconstituïda el 1809 amb el nom «Etoile de Chaudfontaine» que el 1823 va fusionar amb la lògia liegesa «La parfaite intelligence» amb el nom «La parfaite intelligence et l'étoile réunies» que sempre existeix.